# Bumblebee (film)
Bumblebee è un film del 2018 diretto da Travis Knight, al suo debutto al live-action.
Prodotto da Paramount Pictures, in co-produzione con Hasbro e Di Bonaventura Pictures, è la sesta pellicola della serie Transformers. Questo film rappresenta il prequel/spin-off sull'omonimo personaggio, della saga cinematografica iniziata con Transformers nel 2007. Per la prima volta, Michael Bay non cura la regia (figura, invece, come produttore), mentre Steven Spielberg torna come produttore esecutivo.
Il cast principale è formato da Hailee Steinfeld, John Cena, Jorge Lendeborg Jr., Peter Cullen, Angela Bassett e Dylan O'Brien (che prestano la voce, rispettivamente, a Bumblebee, Optimus Prime e Shatter).
Accolto positivamente dalla critica cinematografica, la pellicola detiene la percentuale di gradimento più alto di tutta la saga, lodato per la recitazione, le sequenze d'azione e l'atmosfera di "nostalgia".

## Trama
Su Cybertron infuria una guerra tra due fazioni avversarie: gli Autobot guidati da Optimus Prime e i Decepticon da Soundwave e Shockwave. Prossimi all'annientamento, gli Autobot fuggono dal pianeta. Uno di essi, B-127, viene incaricato di recarsi sulla Terra per preparare una base segreta che possa accogliere gli Autobot sopravvissuti.
1987: B-127 giunge in California atterrando fra un gruppo di soldati americani i quali lo attaccano. In seguito, il robot viene intrappolato nei pressi di una miniera quando sul luogo giunge Blitzwing, un Cercatore Decepticon. I due avranno un feroce e violento scontro, dove Blitzwing uccide tutti i militari; B-127, anche se riuscirà ad uccidere l'avversario, ne uscirà privo della sua scatola vocale e dei suoi ricordi. Spaventato e ferito, assumerà le sembianze di un maggiolino Volkswagen ed andrà in stasi. Dei militari sopravvive solo l'agente Jack Burns.
Poco tempo dopo Charlie Watson, una dolce ragazza adolescente che ha da poco perso il padre, lo trova in un deposito di rottami. Avendo ella appena compiuto diciotto anni, lo zio (proprietario del deposito) le regala il mezzo a patto che lei riesca a rimetterlo in funzione. Nel tentativo di accenderlo, Charlie attiva accidentalmente un segnale che raggiunge l'Autobot Cliffjumper sulla luna Titano di Saturno. Il segnale viene captato anche da Shatter e Dropkick, due spie Decepticons che lo stavano torturando per estorcergli informazioni su dove si nascondevano Optimus Prime e gli altri suoi compagni. Dopo aver triangolato la posizione di B-127, i due malvagi robot assassini uccidono Cliffjumper e fanno rotta per la Terra. Nel mentre la manutenzione fornita da Charlie risveglia B-127 il quale stringe amicizia con la ragazza che lo ribattezza Bumblebee, che riuscirà a dargli voce con l'auto radio.
Giunti in Texas i due Decepticons vengono intercettati dalle forze militari americane alle quali si presentano come poliziotti, sostenendo che Bumblebee sia un pericoloso criminale da loro inseguito. I robot propongono dunque una collaborazione tecnologica al fine di costruire una rete di comunicazione che faciliti la cattura del comune nemico: i militari accettano e li conducono al Settore 7, offrendo loro accesso ai satelliti americani ed alle altre forme di tecnologia di comunicazione, Burns è l'unico a non fidarsi. I Decepticons combinano tali tecnologie in un unico sistema: Internet.
Nel mentre Bumblebee viene scoperto da Memo, un ragazzo invaghitosi di Charlie, suo vicino di casa e di lavoro. Dopo avergli fatto giurare di mantenere il segreto, i tre si dirigono su una scogliera dove dei ragazzi stanno facendo una festa. Uno di loro riconosce Charlie come una campionessa di tuffi e la sfida a lanciarsi in acqua, ma la ragazza rifiuta: l'ultima volta che vide il padre in vita fu durante una sua gara e da allora la ragazza ha cessato di praticare tale disciplina. Ciò provoca la derisione da parte di alcune ragazze snob, in particolare di Tina. Memo propone di vendicarsi con lanci di carta igienica e uova ma Bumblebee, non conoscendo le dinamiche del gioco, esagera distruggendo l'auto della giovane. I tre fuggono ad alta velocità attirando l'attenzione di una pattuglia della polizia che li insegue: Bumblebee riesce a fuggire facilmente, distruggendo il motore dell'auto del poliziotto. Temendo attenzioni da parte della polizia, il giorno successivo Charlie intima a Bumblebee di restare nel garage, ma il robot, incuriosito dal cane della famiglia, entra nell'abitazione devastandola, connettendosi poi alla rete elettrica, facendo rilevare le sue emissioni di Energon dai Decepticon.
Giunte sul luogo, le forze armate e i Decepticon riescono a catturare Bumblebee. Poco dopo i due lo torturano in una vicina base aerea e così facendo provocano l'attivazione di un messaggio di Prime, il quale rivela il piano di utilizzare la Terra come rifugio per gli Autobot in arrivo. Bumblebee viene dunque colpito apparentemente a morte sotto gli occhi di Charlie e Memo (infiltratisi nel mentre nella base per liberarlo) per poi dirigersi verso una torre di trasmissione: essi vogliono utilizzarla per comunicare agli altri Decepticon di inviare un esercito sulla Terra, così da sterminare gli Autobot che sarebbero giunti a breve.
Charlie riesce a rianimare Bumblebee con delle scariche elettriche, restituendogli i suoi ricordi (compreso il fatto di essere un soldato) e i due si dirigono a loro volta alla torre per fermare i Decepticon, venendo però ostacolati ed inseguiti dai militari. Dopo che questi ultimi saranno bloccati lungo il tragitto in maniera alquanto rocambolesca dalla famiglia di Charlie, l'Autobot, giunto sul posto con la ragazza, affronta ed uccide i due Decepticon mentre Charlie disattiva il trasmettitore, per poi tuffarsi in acqua al fine di raggiungere Bumblebee, rimasto sommerso nella lotta in un fiume li vicino, vincendo così il proprio trauma.
Lasciato il luogo della battaglia, grazie al beneplacito dell'agente Burns, salvato da Bumblebee e ormai conscio del fatto che non tutti i robot sono malvagi, i due amici si dicono addio su una scogliera; poco dopo Bumblebee assimila la forma di una Chevrolet Camaro gialla a strisce nere e se ne va via percorrendo il Golden Gate Bridge insieme ad Optimus Prime (travestito da camion). La cara Charlie torna a casa, dove riesce finalmente a completare l'auto alla quale lavorava col padre.
Dopo i titoli di coda, Optimus Prime si complimenta con Bumblebee in un bosco e i due assistono all'arrivo di sette Autobot sul pianeta, pronti ad installare una base operativa.

## Personaggi

### Umani
- Charlie Watson, interpretata da Hailee Steinfeld: un'adolescente che trova e fa amicizia con Bumblebee.
- Agente Jack Burns, interpretato da John Cena: un agente del Settore 7, un'agenzia governativa che si occupa degli alieni.
- Memo, interpretato da Jorge Lendeborg Jr.: un amico e vicino di casa di Charlie che prova dei sentimenti per lei.
- Dottor Powell, interpretato da John Ortiz: un agente del Settore 7.
- Otis Watson, interpretato da Jason Drucker: il fratello minore di Charlie. Pratica il karate.
- Sally Watson, interpretata da Pamela Adlon: la madre di Charlie e Otis.
- Agente Jake Adamas, interpretato da Rory Markham: un agente del Settore 7.
- Celia, interpretata da Rachel Crow.
- Alice, interpretata da Abby Quinn.
- Tina, interpretata da Gracie Dzienny: una compagna di classe di Charlie.
- Trip, interpretato da Ricardo Hoyos: un compagno di classe di Charlie.
- Ken, interpretato da Kenneth Choi.
- Ron, interpretato da Stephen Schneider: il patrigno di Charlie e Otis.
- Zio Hank, interpretato da Len Cariou: il proprietario della discarica che frequenta Charlie.

Glynn Turman interpreta il generale Whalen. Nick Pilla ha un cameo nel ruolo dell'agente Seymour Simmons, già apparso nei primi tre e nel quinto capitolo della saga dei Transformers. Lenny Jacobson e Megyn Pryce interpretano Roy e Amber, una coppia che assistono all'arrivo di Shatter e Dropkick. Antonio D. Charity interpreta il meccanico Bill.

### Autobot
- Bumblebee, doppiato da Dylan O'Brien: ricognitore degli Autobot con la voce e la memoria danneggiate inviato sulla Terra per esplorarla e stabilire una base Autobot. Diventa inizialmente un veicolo Cybertroniano, poi una Jeep Willis gialla, per quasi tutto il film un Volkswagen Maggiolino giallo ed infine una Chevrolet Camaro anni '70 gialla a strisce nere.
- Optimus Prime, doppiato da Peter Cullen[7][8]: leader degli Autobot, sulla Terra si trasforma in un Freightliner LLC blu e rosso doppio asse con rimorchio.
- Arcee, doppiata da Grey Griffin: soldatessa e tiratrice scelta.
- Wheeljack, doppiato da Steve Blum: scienziato e soldato esperto.[9]
- Cliffjumper, doppiato da Andrew Morgado: "gemello" di Bumblebee e primo luogotenente di Optimus.
- Brawn, doppiato da Kirk Baily: un Commando Autobot.
- Ratchet, doppiato da Dennis Singletary: medico di guerra.
- Ironhide: specialista tattico e bellico e terzo in comando nella fazione degli Autobot.
- Teletraan-I: computer bellico degli Autobot.

### Decepticon
- Shatter, doppiata da Angela Bassett[10]: spia ed assassina, si trasforma in una Plymouth GTX rossa e nera modificata ed in un AV-8B Harrier II bianco e rosso.
- Dropkick, doppiato da Justin Theroux[10]: partner di Shatter, si trasforma in una AMC Javelin blu e nera modificata ed in un Bell AH-1 SuperCobra grigio e blu.
- Shockwave, doppiato da Jon Bailey[11]: primo luogotenente di Megatron e scienziato dei Decepticon.
- Soundwave, doppiato da Jon Bailey[11]: fedele servitore di Megatron ed esperto delle comunicazioni.
  - Ravage, mini-animale Cybertroniano dalle sembianze feline: partner di Soundwave.
- Seekers/Cercatori, truppe aeree Decepticon tra cui:
  - Starscream, infido e crudele comandante aereo, altro luogotenente di Megatron: si trasforma in un caccia tetrajet Cybertroniano.
  - Blitzwing, doppiato da David Sobolov[12][13]: si trasforma in un McDonnell Douglas F-4 Phantom II.
  - Cercatori Guerrieri, legioni di droni colorati come Thundercracker: si trasformano in caccia tetrajet Cybertroniani.
  - Cercatori Cecchini, legioni di droni colorati come Skywarp: si trasformano in caccia tetrajet Cybertroniani.
  - Cercatori Ricognitori, legioni di droni colorati come la versione di Thrust apparsa nella serie Transformers: Armada: si trasformano in caccia tetrajet Cybertroniani.
  - Cercatori generici, di vari colori, doppiati da Kirk Baily.

## Produzione

### Sviluppo
Il film fu annunciato 12 febbraio 2016. In origine doveva essere il sesto film della serie (un prequel/spin-off del primo film Transformers) previsto per l'8 giugno 2018, fu poi rivelato che avrebbe avuto come singolo protagonista l'Autobot Bumblebee. A novembre fu rivelato che Christina Hudson avrebbe scritto la sceneggiatura e a marzo Travis Knight, reduce dal successo di Kubo e la spada magica, fu ingaggiato per dirigere il film con titolo provvisorio Transformers Universe: Bumblebee.
Il budget è di 102 milioni di dollari, il più basso di tutta la saga.

### Cast
A maggio l'attrice Hailee Steinfeld era in trattative per il ruolo della protagonista, cosa confermata a giugno. L'11, il 12 e il 13 luglio Jorge Lendeborg Jr., Rachel Crow, Jason Druker, Abby Quinn, Ricardo Hoyos e Gracie Dzienny si uniscono al cast. Il 22 luglio si unisce Pamela Adlon nel ruolo della madre di Charlie. Il 31 luglio si uniscono John Cena, Kenneth Choi e Stephen Schneider.
A ottobre, Peter Cullen, storico doppiatore di Optimus Prime, rivelò la sua presenza nel film, seguito a dicembre da Martin Short in un ruolo non specificato, e a maggio 2018 da Jess Harnell che avrebbe doppiato il Decepticon Barricade, ruolo che è stato tagliato dal film.
A luglio 2018 fu rivelata la presenza di altri due Decepticon: Shatter e Dropkick, doppiati rispettivamente da Angela Bassett e da Justin Theroux. Lo stesso giorno vennero rivelati anche i loro concept e i loro veicoli.
Successivamente al San Diego Comic Con 2018 viene confermato che il Decepticon visto nei recenti trailer, non è Starscream, bensì Blitzwing. Il regista e gli attori confermano anche che gli antagonisti principali saranno dei Tripli Cambiatori (multiforme).
A fine agosto viene rivelato che l'attore David Sobolov avrebbe dato la voce a Blitzwing.
Il 3 dicembre, a poche settimane dall'uscita del film, fu rivelata la presenza di Dylan O'Brien come doppiatore di Bumblebee.

### Riprese
Le riprese iniziarono il 31 luglio 2017 a Los Angeles e a San Francisco, con il titolo di lavorazione di Brighton Falls, e si conclusero il 10 novembre, con 6 giorni d'anticipo.
A novembre, il nome del film fu cambiato in Bumblebee: The Movie e poi definitivamente in Bumblebee.

### Post-produzione
Gli effetti visivi del film vennero forniti dalla Industrial Light & Magic, Catina Creative e The Third Floor con Jason Smith e Tony Lupoi come supervisori.

## Colonna sonora
Le musiche sono composte dall'italiano Dario Marianelli, che aveva già collaborato con Knight in Kubo e la spada magica, che sostituisce Steve Jablonsky che aveva composto le musiche dei precedenti film.
Il 2 novembre 2018 è stata pubblicata la canzone Back to Life, di Hailee Steinfeld, che anticipa l'uscita della colonna sonora del film.
Bumblebee - Music From the Motion Picture
- The Smiths - Bigmouth Strikes Again
- Howard Jones - Things Can Only Get Better
- Bon Jovi - Runaway
- Duran Duran - Save a Prayer
- Steve Winwood - Higher Love
- A-HA - Take on Me
- Tears for Fears - Everybody Wants to Rule the World
- Rob Base, DJ EZ Rock - It Takes Two
- Stan Bush - The Touch
- Nu Shooz - I can't Wait
- Sammy Hagar - I Can't Drive 55
- Wang Chung - Dance Hall Days
- The Smiths - Girlfriend in a Coma
- Simple Minds - Don’t You (Forget about me)
- Hailee Steinfeld - Back to Life Remix 80s (traccia bonus)

Bumblebee - Motion Picture Score
- Cybertron Falls - Dario Marianelli
- Bee on the Run - Dario Marianelli
- Shutdown - Dario Marianelli
- Charlie - Dario Marianelli
- Meeting Bumblebee - Dario Marianelli
- Dropkick & Shatter Arrive - Dario Marianelli
- Chasing Mum - Dario Marianelli
- Optimus Prime's Message - Dario Marianelli
- Desert Council - Dario Marianelli
- Dad's Old Videtapes - Dario Marianelli
- Army Meeting - Dario Marianelli
- A Diving Volunterr - Dario Marianelli
- Pranking Tina - Dario Marianelli
- Bee in the Kitchen - Dario Marianelli
- Kitchen Caos - Dario Marianelli
- Double Ambush - Dario Marianelli
- Death and Resurrection - Dario Marianelli
- Bee's Had Enough - Dario Marianelli
- Ron's Driving - Dario Marianelli
- Marina Tower - Dario Marianelli
- Charlie Dives In - Dario Marianelli
- Saying Goodbye - Dario Marianelli
- Not Quite There - Dario Marianelli

## Promozione
Il primo trailer in lingua originale viene distribuito il 5 giugno, seguito in breve da quello in lingua italiana. Il secondo trailer originale è stato pubblicato il 24 settembre, seguito poco dopo da quello italiano.

## Distribuzione
Il film è stato distribuito in patria il 21 dicembre 2018 e in Italia il 20 dicembre 2018.

### Edizione italiana
Come per i precedenti capitoli, la direzione del doppiaggio e i dialoghi italiani sono a cura di Carlo Cosolo, assistito da Andreina D'Andreis, per conto della SDI Media Italia srl.

## Accoglienza

### Incassi
Il film ha incassato a livello mondiale oltre 467 milioni $, a fronte di un budget di 135 milioni $.
In Italia al Box Office Bumblebee ha incassato 3,6 milioni di euro.

### Critica
Il film è stato accolto positivamente dalla critica, risultando il film di gran lunga più apprezzato della saga. Sull'aggregatore di recensioni Rotten Tomatoes, il film ha un indice di gradimento del 91%, su 253 recensioni. Mentre il sito Metacritic attribuisce al film un punteggio di 66 su 100 basato su 39 recensioni, con un voto medio di 7,0.

## Sequel
Il settimo film, Transformers - Il risveglio, è uscito nelle sale italiane il 7 giugno 2023.